# Kyodo
Kyodo (jap. 共同通信社 Kyōdō-tsūshin-sha) – japońska agencja prasowa non-profit, działająca od listopada 1945 r. w Tokio jako spółdzielnia. 
Od 1996 nazwa firmy: Kyodo News.
Według własnych danych z lipca 2018, Agencja zatrudnia ok. 1700 pracowników, ma 51 biur na terenie kraju oraz 41 poza granicami. 
Kyodo News Agency powstała po zakończeniu II wojny światowej po rozwiązaniu utworzonej w 1936 roku agencji informacyjnej Domei News Agency (同盟通信社, Dōmei-tsūshin-sha). Od 1951 zaczęła oferować wiadomości komercyjnym stacjom nadawczym, w 1965 uruchomiono serwis informacyjny w języku angielskim, a w 1986 usługi wideo. 
W 2003 Agencja wprowadziła się do nowej siedziby w wieżowcu o nazwie Shiodome Media Tower (piętra 3-25) w dzielnicy Minato. 
Kyodo oferuje usługi tekstowe, fotograficzne, audio i wideo dla telewizji publicznej NHK i około 120 kluczowych komercyjnych stacji nadawczych w całej Japonii. Media nadawcze mogą odbierać usługi na komputerach osobistych za pośrednictwem satelitarnego lub połączonego z Internetem 24-godzinnego systemu komunikacyjnego Kyodo News Net, który obejmuje wszystkie dziedziny. Agencja dostarcza również stacjom telewizyjnym obrazy wideo, w tym wywiady i wydarzenia, a także nagrywa filmy na żądanie lokalnych stacji telewizyjnych. 
Kyodo wydaje gazety w języku japońskim i angielskim, które są nadawane przez radio dwa razy dziennie do statków oceanicznych i łodzi rybackich oraz hoteli za granicą. Oferuje również wiadomości dotyczące wydarzeń w kraju i za granicą do około 40 japońskich gazet za granicą.
Od 2001 Kyodo udostępnia wiadomości w języku chińskim za pośrednictwem swojej strony internetowej Gongtong Wang (Kyodo Net). W kwietniu 2005 Kyodo formalnie założyła chińskojęzyczną sekcję serwisów informacyjnych jako drugą usługę obcojęzyczną. Koncentrują się one na wydarzeniach w Japonii i relacjach chińsko-japońskich.